# Walter Edmond Clutterbuck
Walter Edmond Clutterbuck, britanski general, * 1894, † 1987.